# Quatuor Guilet
Le Quatuor Guilet est un quatuor à cordes américain actif entre 1942 et 1955.

## Historique
Le Quatuor Guilet est un quatuor à cordes américain fondé par le violoniste français Daniel Guilet. Pendant la Seconde Guerre mondiale, Guilet quitte la France occupée et se réfugie aux États-Unis. En 1942, il fonde le quatuor qui porte son nom en compagnie du violoniste Jac Gorodetzky, de l'altiste Frank Brieff et du violoncelliste Lucien Laporte.
Le quatuor connaît plusieurs remaniements, accueillant notamment Henry Siegl, Roger Chermont puis Bernard Robbins au second violon, William Schoen, George Grossman et Emanuel Vardi à l'alto ou David Soyer et Benar Heifetz au violoncelle. 
Le Quatuor Guilet s'impose comme un des meilleurs ensembles américains de son temps, comme souligné par le compositeur Virgil Thomson dans ses Chroniques musicales en 1945. Il est dissous en 1955 lorsque Daniel Guilet fonde avec Bernard Greenhouse et Menahem Pressler le Beaux Arts Trio.

## Discographie
Au début des années 1950, le Quatuor Guilet se construit une discographie originale, gravant notamment le Quatuor op. 27 de Grieg, le Quatuor no 1 de Rachmaninov, le Quatuor en mi majeur de Paganini, les trois quatuors d'Arriaga, deux quatuors de Boccherini, la Suite dans le style ancien de Vincent d'Indy, le Septuor op. 65 de Saint-Saëns, les Premiers quatuors de Chostakovitch et de Prokofiev, le Quatuor no 4 d'Hindemith, l'Opus 121 de Fauré, le Quatuor no 4 de Bartók, le Quatuor no 3 de David Diamond ou les Opus 44 no 1 et no 2 et le Sextuor avec piano, avec Menahem Pressler, de Mendelssohn. 
Le legs discographique du Quatuor Guilet comprend également le Concert de Chausson avec Zino Francescatti et Robert Casadesus, Les Sept Dernières Paroles du Christ en croix de Haydn, le Quatuor avec piano op. 15 et le Quintette op. 115 de Fauré, avec Gaby Casadesus, le Sextuor « Souvenir de Florence » de Tchaïkovski, les quatuors K. 465 et K. 575 de Mozart, le quatuor D. 87 de Schubert et le Quatuor avec piano de Schumann.
Plusieurs enregistrements de l'ensemble connaissent des rééditions chez Forgotten Records.